# Homidiana japet
Homidiana japet är en fjärilsart som beskrevs av Blanchard 1849. Homidiana japet ingår i släktet Homidiana och familjen Sematuridae. Inga underarter finns listade i Catalogue of Life.